# André Brouillet
Pour les articles homonymes, voir Brouillet (homonymie).
Pierre Aristide André Brouillet né le 1er septembre 1857 à Charroux et mort le 6 décembre 1914 à Couhé Vérac est un peintre et illustrateur français.
Il est spécialisé dans les scènes de genre, les portraits les paysages, il a aussi peint des sujets orientalistes.

## Biographie
Fils du sculpteur Pierre-Amédée Brouillet et d'Élisabeth Leriget, André Brouillet entreprend en 1876 des études d'ingénieur à l'École centrale Paris avant d'entrer trois ans plus tard à l’École des Beaux-Arts, où il est élève de Jean-Léon Gérôme. L'année de sa réception au Salon, en 1879, il suit les cours de Jean-Paul Laurens.
Au cours de sa carrière, il a obtenu de multiples récompenses à ses expositions et bénéficié de nombreuses commandes publiques.
Il est surtout célèbre pour sa toile Une leçon clinique à la Salpêtrière (Salon de 1887, Fonds national d'art contemporain) qui représente le neurologue Jean Martin Charcot examinant la patiente Blanche Wittmann, considérée alors comme « hystérique », lors d'une de ces célèbres « leçons du mardi », dont il avait fait un véritable « spectacle ». Charcot y est représenté entouré d'un grand nombre de ses élèves et collaborateurs, dont Théodule Ribot, Paul Richer, Jean Leguirec et Gilles de La Tourette. On y voit aussi le neurologue Joseph Babinski soutenant la patiente.
Brouillet est également l'auteur de La Violation du tombeau d'Urgel par les Dominicains, L'Exorcisme. Musiciens arabes chassant le djinn du corps d'un enfant (1884, musée des Beaux-Arts de Reims), Le Paysan blessé (Salon de 1886), L'Ambulance de la Comédie-Française en 1870 (1891), Le Vaccin du croup à l'hôpital Trousseau (1895), ainsi que des portraits de personnalités de l'époque, dont Joseph Babinski et Adolphe Carnot (1905).
Influencé par son maître Jean-Léon Gérôme, Brouillet s’adonne à la peinture orientaliste, à la faveur de sa découverte du pays natal de son épouse, Emma Isaac, fille d’un riche commerçant juif constantinois, cousine de Ferdinand Isaac, dont il adoptera même la fille, Yvonne, née hors mariage en 1889 à Constantine, à la mort de sa mère, Marie-Louise Travers, le 19 décembre 1892. L’année suivante, en 1893, rentré en France avec sa fille adoptive, il élèvera Yvonne comme sa propre fille, la représentant dans 14 toiles. Élève de la cantatrice Louise Grandjean, celle-ci sera engagée, le 25 juin 1911, à l’Opéra-Comique comme chanteuse lyrique, sous le nom de scène d’« Yvonne Florentz », et épousera le compositeur Joseph-Eugène Szyfer (nl), en 1913.
Brouillet s'est rendu deux fois en Grèce, d'abord en 1901 pour la réalisation d'une commande de l'État (Renan méditant sa prière sur l'Acropole) puis en 1903 pour réaliser le portrait de la reine Olga de Grèce, en 1901. En 1904, le magazine Femina l’a consacré comme le « peintre de la femme ». En 1906, il est promu officier de la Légion d'honneur, en même temps qu'il reçoit la médaille d'or du Salon où il présente sa grande composition pour la Sorbonne Les Étudiants acclament Edgar Quinet et Edmond Michelet le 6 mars 1848 lorsqu'ils reprennent possession de leur chaire.
Parti sur une route glacée pour porter secours à un convoi de réfugiés belges, le 6 décembre 1914, il est frappé de congestion et meurt quelques heures plus tard. Ses obsèques ont eu lieu à Couhé Vérac.

## Œuvres dans les collections publiques
- Bordeaux, musée des Beaux-Arts : Portrait de Goya d'après Vicente Lopez, 1894, huile sur toile[11].
- Dole, musée des Beaux-Arts : Portrait de Mme Fornasari, 1886, huile sur toile[12].
- Grenoble, musée de Grenoble : Le Paysan blessé, 1886, inv. MG 833.
- Paris :
  - École nationale supérieure des mines : Portrait d'Adolphe Carnot, directeur de l'École des mines de Paris, 1905[13].
  - Petit Palais :
    - Portrait de Jean et Jeanne, les enfants du professeur Joffroy, 1895, huile sur toile ;
    - La Vie simple, 1904, huile sur toile.
- Poitiers, Musée Sainte-Croix :
  - Violation du tombeau de l'évêque d'Urgel, 1881, huile sur toile, inv. 2015.9.15[5] ;
  - Autoportrait, 1898, huile sur toile, inv. 2000.3[14].
- Puteaux, Fonds national d'art contemporain : Une leçon clinique à la Salpêtrière, 1887, huile sur toile.
- Reims, musée des Beaux-Arts :
  - L'Attente, 1882, huile sur toile, inv. 884.1.2[15] ;
  - L'Exorcisme. Musiciens arabes chassant les djinns du corps d'un enfant, 1884, huile sur toile, inv. 2019.1.10[16].

Œuvres d'André Brouillet
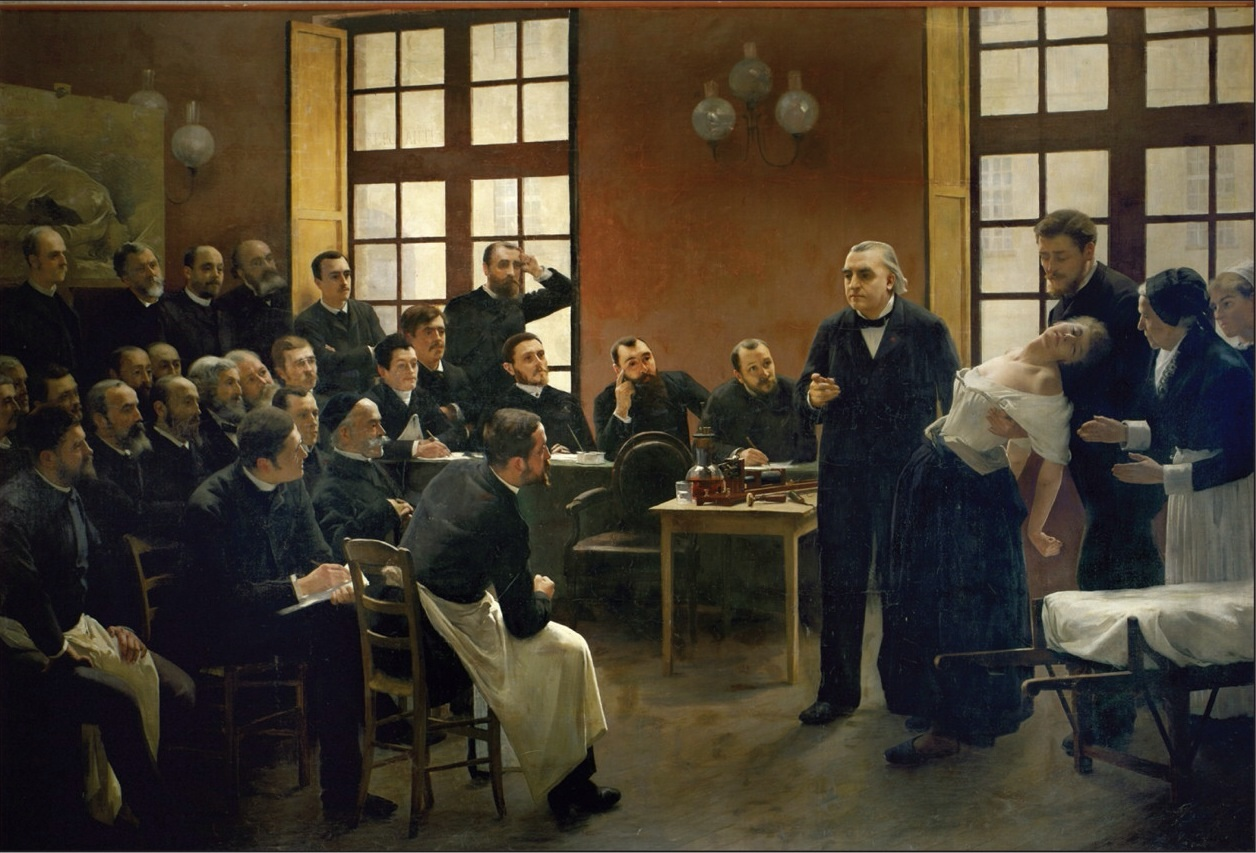
Une leçon clinique à la Salpêtrière (1887), Puteaux, Fonds national d'art contemporain.
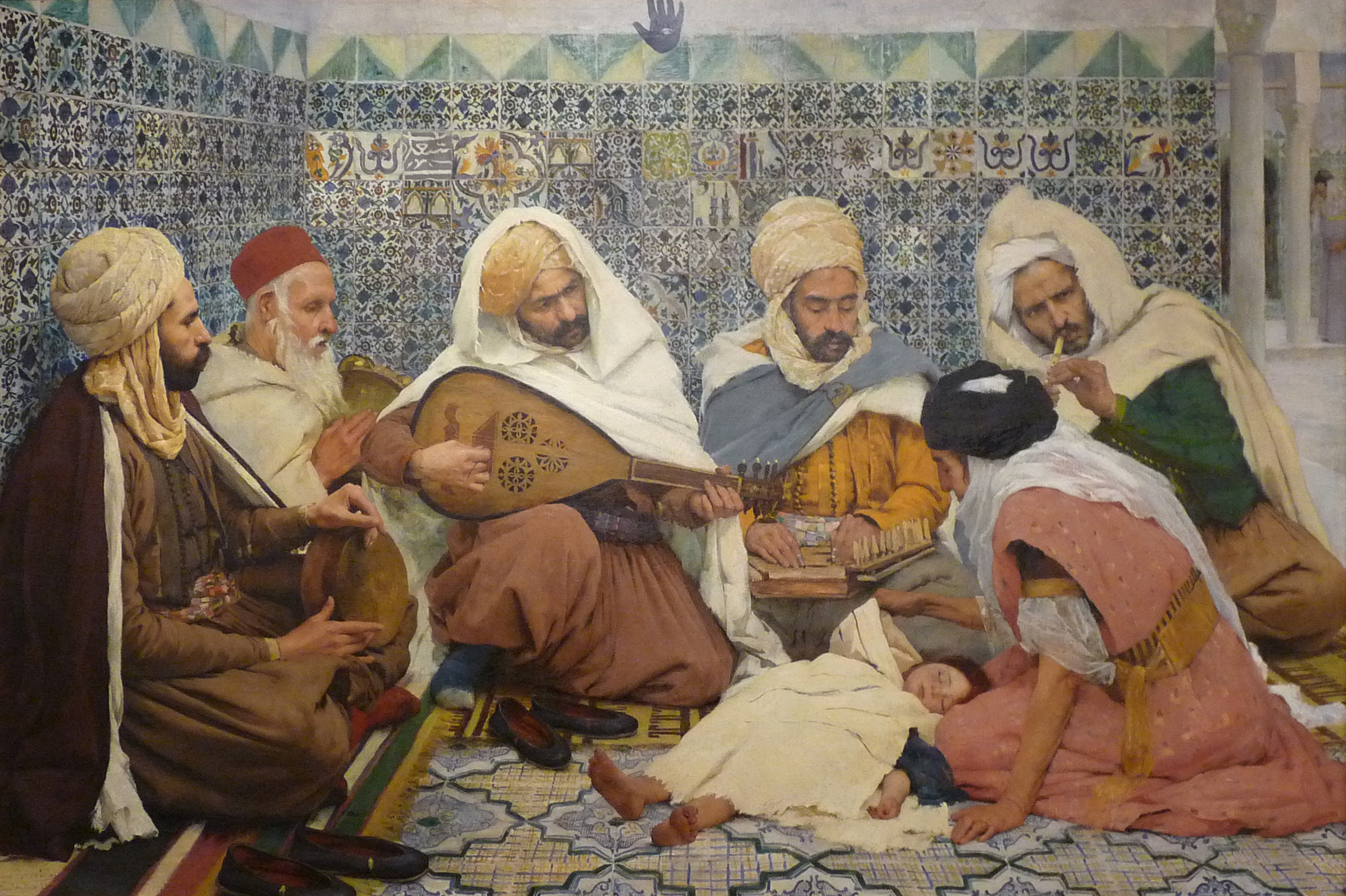
L'Exorcisme. Musiciens arabes chassant le djinn du corps d'un enfant (1884), musée des Beaux-Arts de Reims.
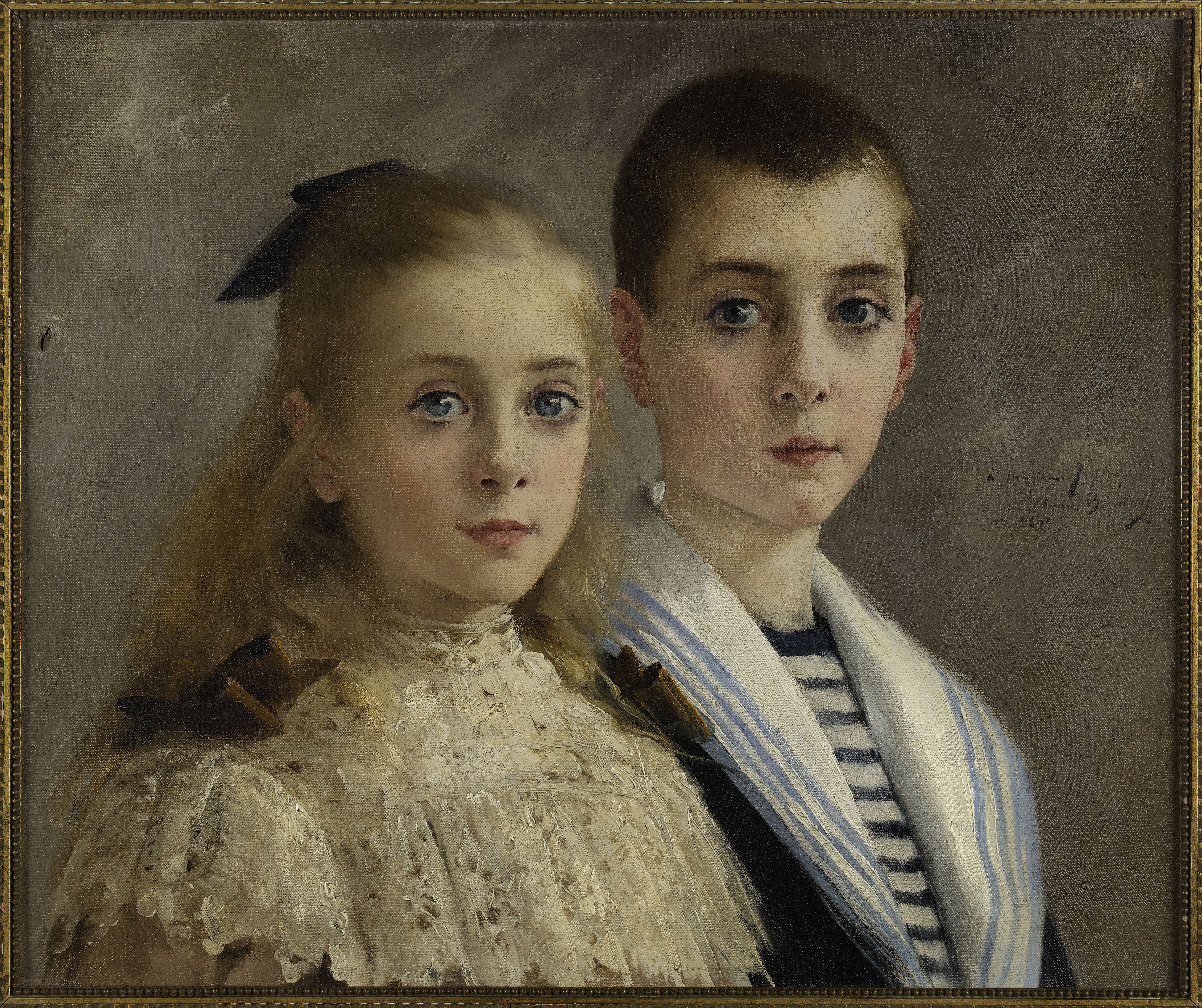
Portrait de Jean et Jeanne, les enfants du professeur Joffroy (1895), Paris, Petit Palais.
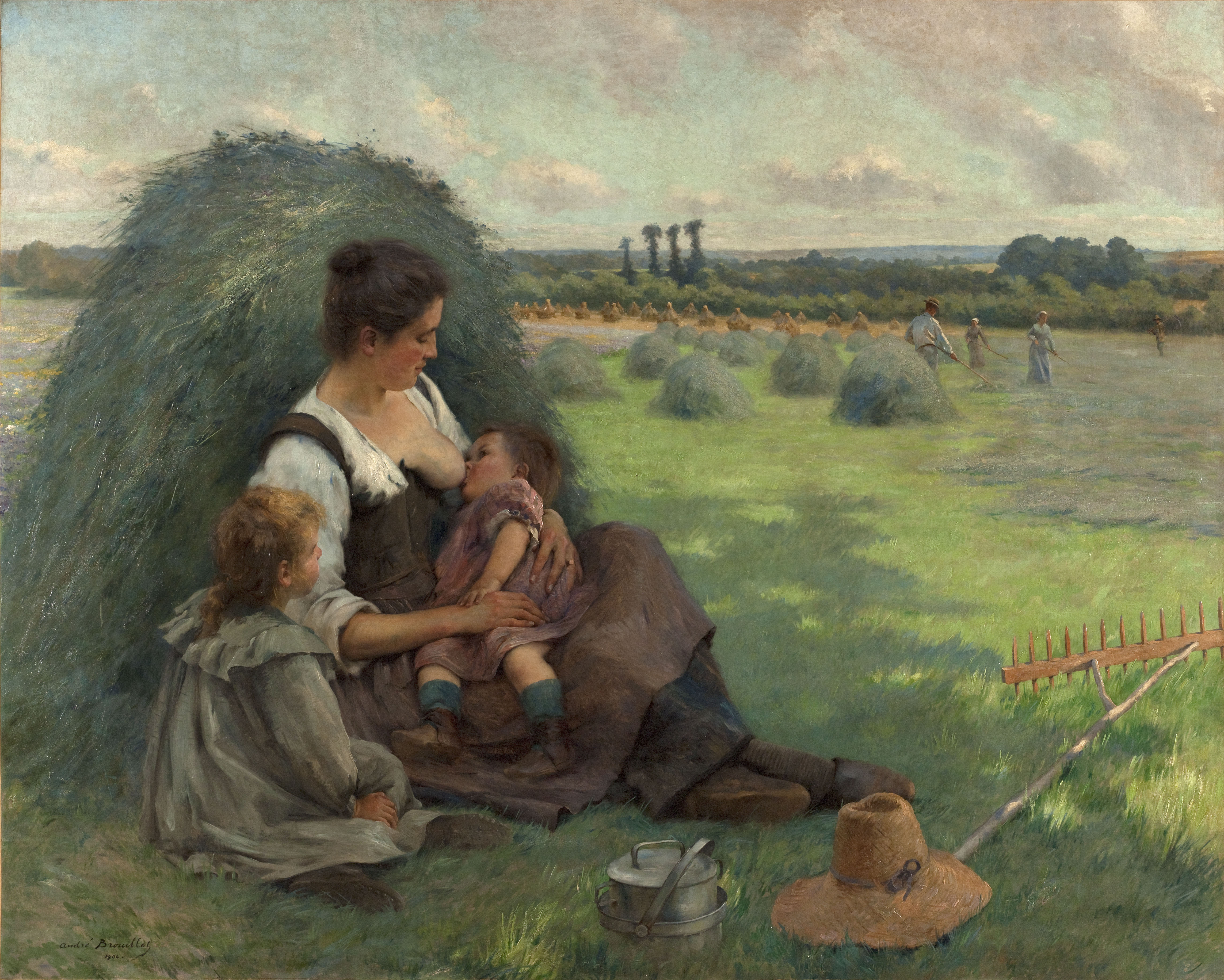
La Vie simple (1904), Paris, Petit Palais.

## Illustrations
André Brouillet a œuvré comme illustrateur pour des ouvrages et des revues.
- Les Découvertes de M. Jean d’Émile Desbeaux, éd. P. Ducrocq, 1883.
- Les Contemplations de Victor Hugo, éd. Testard, 1886, avec la gravure Bergère et troupeaux.
- Les Reliques d'amour d'Emmanuel Ducros, éd. Alphonse Lemerre, 1886.
- La Danse du ventre de Rodolphe Darzens, dans la Revue illustrée, août 1889.
- Une tache d'encre de René Bazin, Tours, éd. chez Mame, 1889, couronnée par l'Académie Française en 1904.
- Le Noël de Lucette d’Henry Gréville, dans le Le Figaro illustré, septembre 1891[17].
- Une Chasse au loup d’Henri Lafontaine, dans le Figaro illustré, novembre 1893[18].
- Steeple-Chase de Paul Bourget, éd. Alphonse Lemerre, 1894.
- La Volonté du Bonheur de Jules Case, Paris, éd. Paul Ollendorff, 1895.
- Fort comme la mort de Guy de Maupassant, Paris, éd. Paul Ollendorff, 1904.
- Les Musardises, La Brouette d'Edmond Rostand, Paris, librairie Pierre Lafitte et Cie, 1910, p. 160.